# أكيلاجيا حمراء
أكيلاجيا حمراء (الاسم العلمي Aquilegia formosa)، جنس نباتات معمرة من فصيلة الحوذانية، قصيرة الأرومة المُنْحَنِية· أوراقها مركبة
مزودجة التقسيم الثلاثي· أزهارها غير مُنتظمة أو عنقودية التجميع المُرتخي· كؤوسها بتلية· تيجانُها خماسية البتلات البُويقية الشكل، المِهمازِيَّة
القاعدة، من أنواعها الأزرق والأبيض والمزدوج اللون والأصفر والأحمر·

## الخصائص
الجذر مُقَوَّ لِلّثَّة· الأزهار مُعرقة· الأوراق مُبولة· نبتة قليل المنافع إضافة إلى كونها تُشكل بعض الخطورة·
كان الاعتقاد سائدًا في الماضي بأن نقيع البزور المغلي أو نُقاعتها في الماء الساخن تتمتعان بخاصية
تسريع انصراف التهاب الأمراض الطفحية كالحمى القرمزية، الجدري، جدري الماء، الحصبة· إن
هذا الاعتقاد بعيد عن الواقع ويجب ألا يؤخذ به حتى إثبات العكس·